# Лукаш Зеленка
Лукаш Зеленка (чеськ. Lukáš Zelenka, нар. 12 лютого 1983, Прага) — чеський футболіст, захисник клубу «Простейов».
Виступав, зокрема, за «Спарту» (Прага), а також національну збірну Чехії.

## Клубна кар'єра
Народився 12 лютого 1983 року в місті Прага. Вихованець футбольної школи клубу «Спарта» (Прага), з якої перейшов у «Андерлехт», але закріпитись там не зумів, через що протягом 1999—2001 років захищав кольори іншого бельгійського клубу «Вестерло», вигравши в останньому сезоні перший в історії клубу Кубок Бельгії.
У 2001 році повернувся в рідну «Спарту». Відіграв за празьку команду наступні чотири з половиною своєї ігрової кар'єри. Більшість часу, проведеного у складі «Спарти», був основним гравцем захисту команди, у складі якої зіграв 114 матчів і забив 19 м'ячів і виграв два чемпіонських титули і один Кубок Чехії. 
На початку 2006 року перейшов в турецький «Манісаспор», де провів 49 матчів і забив 8 м'ячів, після чого знову відправився у «Вестерло», а потім знову повернувся в чеський чемпіонат, ставши гравцем клубу «Словацко». 
У 2011–2012 роках грав у складі угорського «Гонведа».
На початку 2012 року повернувся на батьківщину, ставши гравцем нижчолігового клубу «Простейов».

## Виступи за збірні
1994 року дебютував у складі юнацької збірної Чехії, взяв участь у 12 іграх на юнацькому рівні, відзначившись 2 забитими голами.
Протягом 2000—2002 років залучався до складу молодіжної збірної Чехії, вигравши у її складі чемпіонат Європи 2002 року у Швейцарії. Всього на молодіжному рівні зіграв у 19 офіційних матчах, забив 3 голи.
8 червня 2005 року дебютував в офіційних матчах у складі національної збірної Чехії в грі зі збірною Македонії (6:1). Всього провів у формі головної команди країни 3 матчі.

## Досягнення
- Володар Кубка Бельгії: 2000/01
- Чемпіон Чехії: 2002/03, 2004/05
- Володар Кубка Чехії: 2003/04

Збірні
- Чемпіон Європи серед молоді: 2002